# 新潟県道285号姿土市停車場線
新潟県道285号姿土市停車場線（にいがたけんどう285ごう すがたどいちていしゃじょうせん）は、新潟県十日町市に至る一般県道である。

## 概要

### 路線データ
- 起点：新潟県十日町市姿甲（新潟県道49号小千谷十日町津南線交点）
- 終点：土市停車場（新潟県十日町市新宮甲）

## 路線状況

### 道路施設
- 姿大橋（信濃川、十日町市）

## 地理

### 通過する自治体
- 新潟県
  - 十日町市

### 交差する道路
- 新潟県道49号小千谷十日町津南線（起点：十日町市姿甲）
- 国道117号（十日町市馬場丁地内（土市第二（土市交差点） - 土市第三（土市交差点））で重複）
- 新潟県道334号当間土市停車場線（十日町市土市第三（土市交差点） - 十日町市新宮甲（「土市駅」前）で重複）
- （終点：十日町市新宮甲、「土市駅」前）

### 沿線
- JR飯山線 土市駅
- 十日町市立水沢中学校
- 十日町市立水沢小学校
- JA十日町 水沢支店
- 土市郵便局
- 信濃川